# Seicercus grammiceps
Seicercus grammiceps là một loài chim trong họ Phylloscopidae.